# Bate-Schlitznase
Die Bate-Schlitznase (Nycteris arge), ist eine Fledermausart der Gattung der Schlitznasen (Nycteris), die in West- und Zentralafrika vorkommt.

## Beschreibung
Die Bate-Schlitznase ist mit etwa 11 g und einer Unterarmlänge von durchschnittlich 4,1 cm eine kleine Fledermausart. Äußerlich ähnelt sie der Dja-Schlitznase, die etwas größer und schwerer als die Bate-Schlitznase ist. Das Fell ist ober- und unterseits dunkelbraun gefärbt. Die Flügel sind ebenfalls dunkelbraun und unbehaart. Die Ohren sind breit und abgerundet, der äußere Rand des Tragus ist auf der Hälfte der Länge konkav geknickt. Wie bei anderen Schlitznasen wirkt das Gesicht oberhalb der Schnauze durch eine Längsfurche zweigeteilt.

## Verbreitung
Die Bate-Schlitznase ist in West- und Zentralafrika weit verbreitet. Ihr Verbreitungsgebiet reicht von Sierra Leone in Westafrika über das Kongobecken bis in den Westen Ugandas, dem südlichen Südsudan und dem Norden von Tansania.

## Lebensweise
Die Bate-Schlitznase kommt vorwiegend in Regenwäldern vor, als Quartiere dienen Baumhöhlen, deren Eingang nahe dem Stumpf liegen. Auch Höhlen werden als Quartier genutzt. Die Art wird meist einzeln oder in kleineren Familiengruppen angetroffen.

## Etymologie & Forschungsgeschichte
Namensgebend ist George Latimer Bates, welcher in Kamerun das Typusexemplar sammelte, das durch Oldfield Thomas 1903 erstbeschrieben wurde.

## Gefährdung
Seitens der IUCN wird die Art auf Grund ihres großen Verbreitungsgebiets und ihrer Häufigkeit als nicht gefährdet („least concern“) eingestuft.